# Ribnica na Pohorju
Ribnica na Pohorju (in tedesco Reifnig) è un comune di 1 272 abitanti della Carinzia slovena, nella Slovenia settentrionale.

## Geografia antropica

### Suddivisioni amministrative
Il comune è diviso in 6 insediamenti (naselja) di seguito elencati.
- Hudi Kot
- Josipdol
- Ribnica na Pohorju, insediamento capoluogo
- Zgornja Orlica
- Zgornji Janževski Vrh
- Zgornji Lehen na Pohorju